# Jerzy von Blumenthal
Jerzy von Blumenthal (ur. 1490 r. w Horst, zm. 25 września 1550 r. w Lubuszu) – niemiecki duchowny katolicki, biskup lubuski.

## Życiorys
Urodził się w 1490 r. w Horst w rodzinie ziemiańskiej. Jego ojciec Hans von Blumenthal (zm. 1524) był właścicielem okolicznych wsi: Horst Vehlow, Blumenthal i Brüsenhagen oraz części Rosenwinkel. Od 1507 r. był sekretarzem biskupa Dietricha von Bülowa. W 1513 r. został dziekanem lubuskim oraz pełnił funkcję rektora Uniwersytetu Viadrina we Frankfurcie nad Odrą. Otrzymał tytuł doktora prawa. W 1520 r. został wybrany na biskupa Havelbergu i zatwierdzony na tym stanowisku przez papieża. Wyboru nie zaakceptował jednak elektor brandenburski, który w 1524 r. powołał go na stanowisko biskupa lubuskiego. 
Decyzja ta została zaakceptowana przez papieża 6 kwietnia 1524 r. Za jego rządów nastąpił rozwój protestantyzmu, dzięki poparciu dynastii Hohenzollernów. Był energicznym obrońcą praw Kościoła katolickiego. Oparł się dążeniom protestantów do likwidacji sanktuarium maryjnego w Górzycy. Zmarł w 1550 r. i został pochowany w katedrze Najświętszej Maryi Panny w Fürstenwalde/Spree.